# 聚德科特
聚德科特（法語：Zuydcoote，法語發音：[zɥidkot]）是法国上法蘭西大區北部省的一个市镇，属于敦刻尔克区。

## 地理
聚德科特（51°3'51"N, 2°29'22"E）面积2.6 平方千米，位于法国上法蘭西大區北部省，该省份为法国最北部的省份及最长的省份，西北濒北海，西接加来海峡省，南至埃纳省和索姆省，东与比利时接壤。
与聚德科特接壤的市镇（或旧市镇、城区）包括：布赖迪讷、吉费尔德、吉费尔德。
聚德科特的时区为UTC+01:00、UTC+02:00（夏令时）。

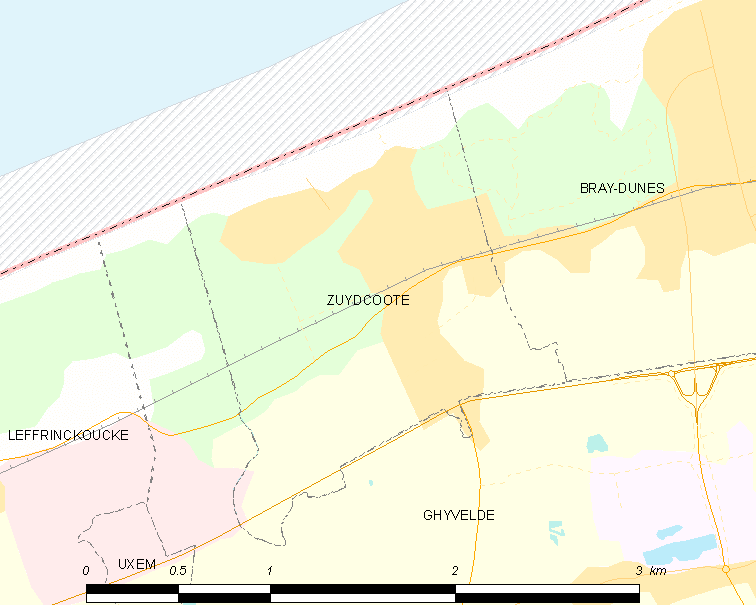
聚德科特的OSM定位图

## 行政
聚德科特的邮政编码为59123，INSEE市镇编码为59668。

## 政治
聚德科特所属的省级选区为敦刻尔克第二县。

## 人口

1962-2008年间聚德科特人口变化图示

聚德科特于2022年1月1日时的人口数量为1608人。